# Rue Cassette
Cet article possède un paronyme, voir Rue Caussette.
La rue Cassette est une voie du 6e arrondissement de Paris, en France.

## Situation et accès
La rue Cassette est une voie publique située dans le 6e arrondissement de Paris. Elle débute au 71, rue de Rennes (sur la place Mireille-et-Jacques-Renouvin) et se termine au 66, rue de Vaugirard.
L'Institut catholique de Paris occupe une partie importante de la rue, ce qui explique la présence de nombreux étudiants et étudiantes, principalement en théologie, philosophie et droit.
Elle est desservie à quelque distance par la ligne 4 à la station Saint-Sulpice.

## Origine du nom
Elle porte ce nom car l'hôtel de Cassel y était situé.

## Historique
L'hôtel Cassel, qui occupait une partie importante de la rue actuelle au XVIe siècle, lui valut ses anciennes dénominations : « ruelle de Cassel », « rue de Cassel », puis « grant rue de Cassel ».
C'est par corruption que vers la fin du XVIe siècle, son nom devint celui qu'il est aujourd'hui.
Elle est citée sous le nom de « rue Cassette » dans un procès-verbal, daté du 30 avril 1636, qui indique qu'elle est « en aucuns endroitz nette, et en d'autres avons veu plusieurs boues et fanges ».

## Bâtiments remarquables et lieux de mémoire
- No 3 : dernière adresse des ateliers de la famille d'orfèvres Poussielgue-Rusand. La famille a vécu à plusieurs adresses de cette rue, dont le 13, le 15, le 34, etc., selon les différentes signatures apposées sur les objets de culte issus des ateliers et les informations sur les catalogues de produits en vente[3],[4].
- No 7 : l’homme politique Félix Barthe y vécut et mourut le 27 janvier 1863[5] ; le compositeur espagnol Salvador Bacarisse y vécut également ; l’écrivain Alfred Jarry y a loué un appartement de 1897 à sa mort en 1907[6]. Le sculpteur Auguste Corbierre y vendait ses statues de Jeanne d'Arc.
- No 8 : le peintre et homme de lettres Charles Porphyre Alexandre Desains (1789-1862) y demeurait en 1835[7].
- No 17 : l'aventurière qui se faisait passer pour Stéphanie de Bourbon-Conti y fut logée en prairial an IV aux frais du Directoire. L'immeuble abrita ensuite la famille du général Gobert puis il eut une affectation religieuse et reçut en résidence le cardinal Lavigerie. Après la Seconde Guerre mondiale, il fut le siège des Éditions Alsatia, qui publiaient les romans de la collection Signe de Piste. De 1960 à 1974, l'historien Jean Favier y habita.
- No 20 : classé aux monuments historiques. L'horloger Honoré Pons (1773-1851) y habita, ainsi que l'écrivain André Suarès (1868-1948) de 1910 à 1929 pour qui une plaque, apposée le 19 mai 2022, en fait mémoire.
- No 22 : classé aux monuments historiques. Le peintre Louis Hersent (1777-1860) y résidait avec son épouse, Louise Hersent, née Mauduit, également peintre, qui y fonda une école de peinture pour femmes et dont elle confia la direction à l'une de ses anciennes élèves, Mme Dénos. Elle aura pour successeur le peintre Auguste Galimard (1813-1880), auteur d'une Léda célèbre.
- No 23 : ici s'élevait avant la Révolution le monastère des religieuses du Précieux-Sang[8], où mourut des suites d'une chute accidentelle dans l'église, le 31 août 1718, l'avocat Louis Nivelle (1638-1718), défenseur de Marie-Madeleine Dreux d'Aubray, marquise de Brinvilliers, célèbre empoisonneuse de l'affaire des poisons. Le philosophe et historien français Hippolyte Taine demeurait à cette adresse et y est mort le 5 mars 1893. La maison fut démolie en 1914[9].
- No 26 bis : entrée latérale de l'ancien couvent des Carmes déchaussés, percée dans un mur qui dissimule l'église Saint-Joseph-des-Carmes dont l'entrée principale se trouve au no 72 de la rue de Vaugirard.

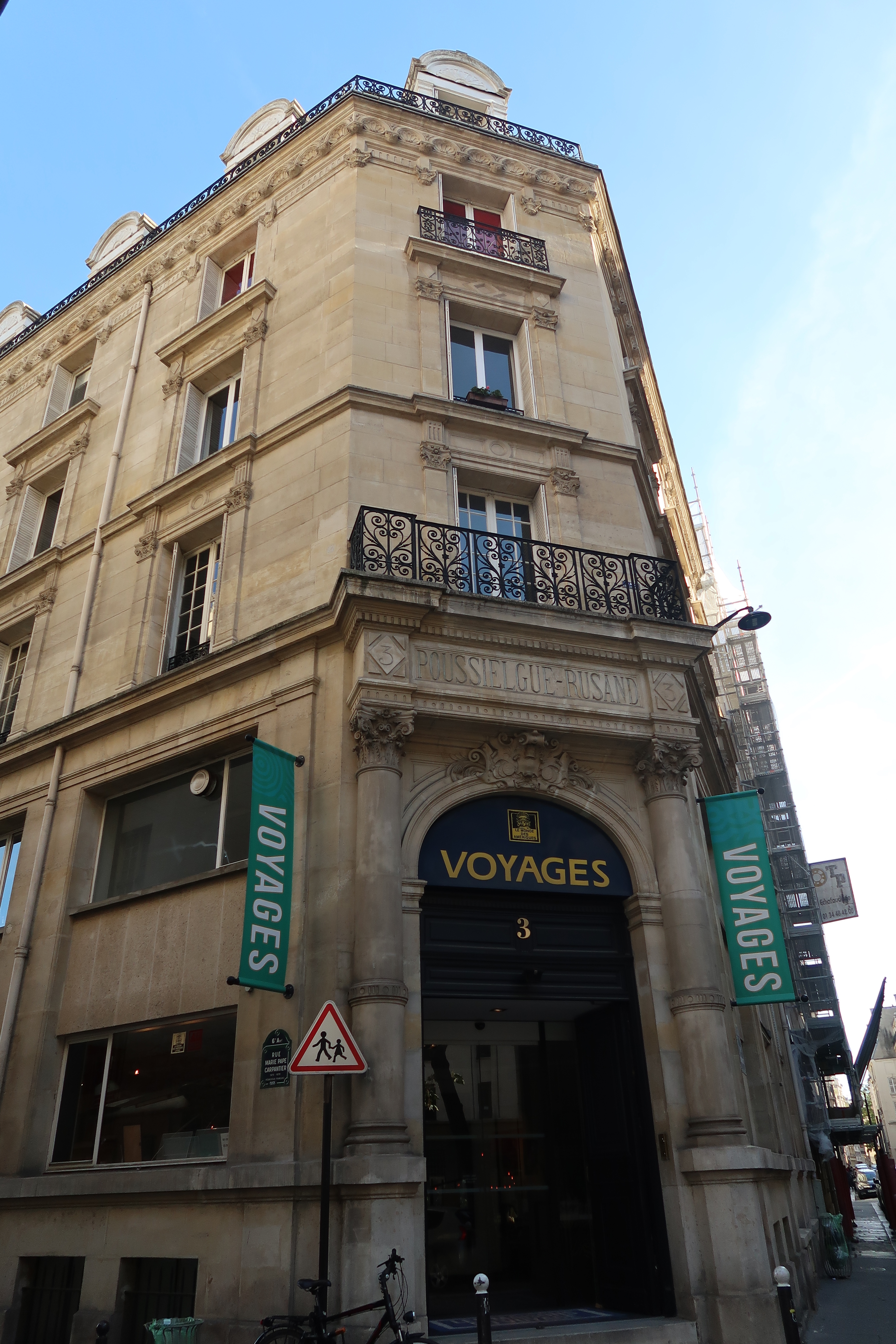
No 3.
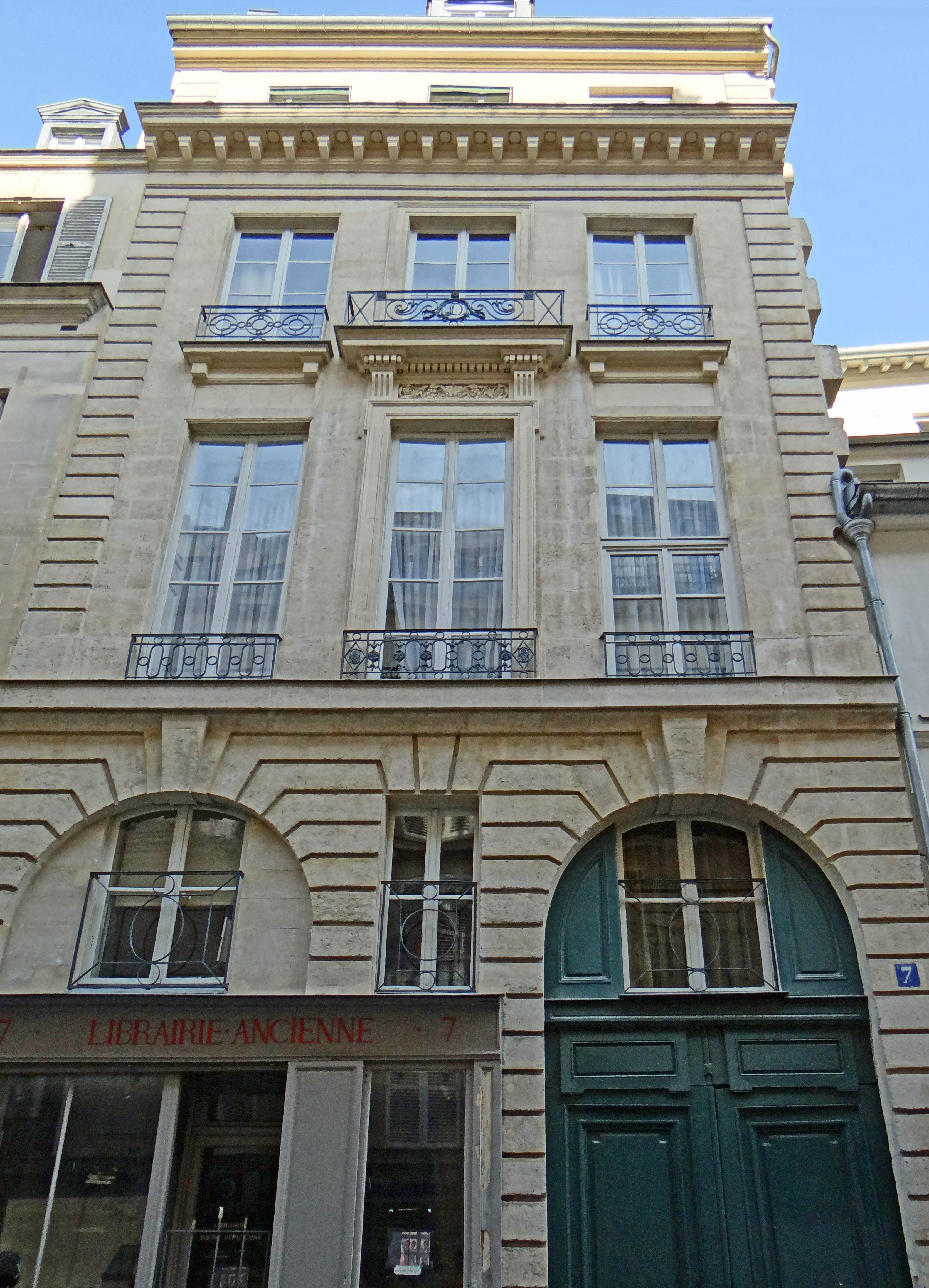
No 7.
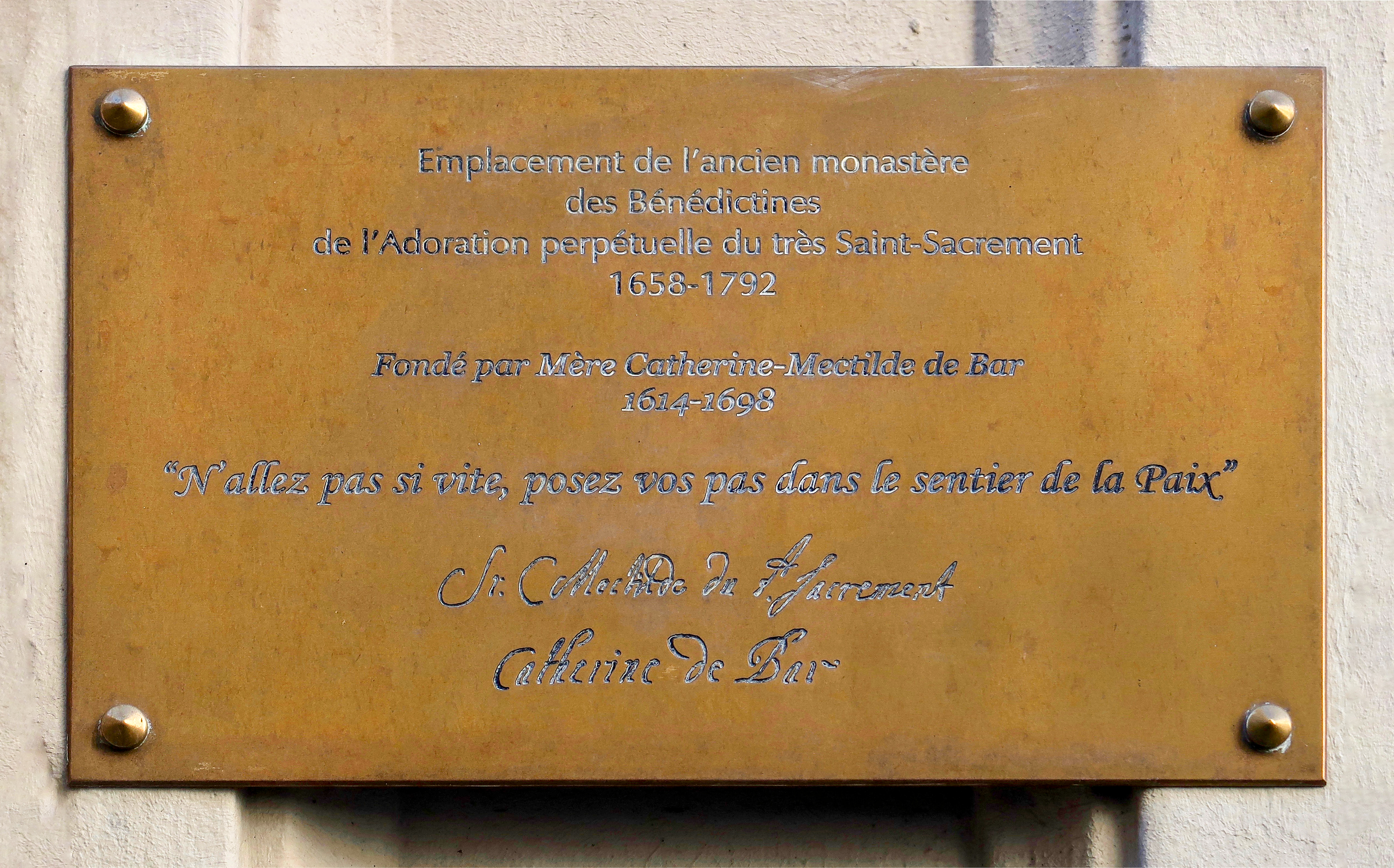
Plaque en mémoire de l'ancien monastère des Bénédictines fondé par Catherine de Bar au no 10.
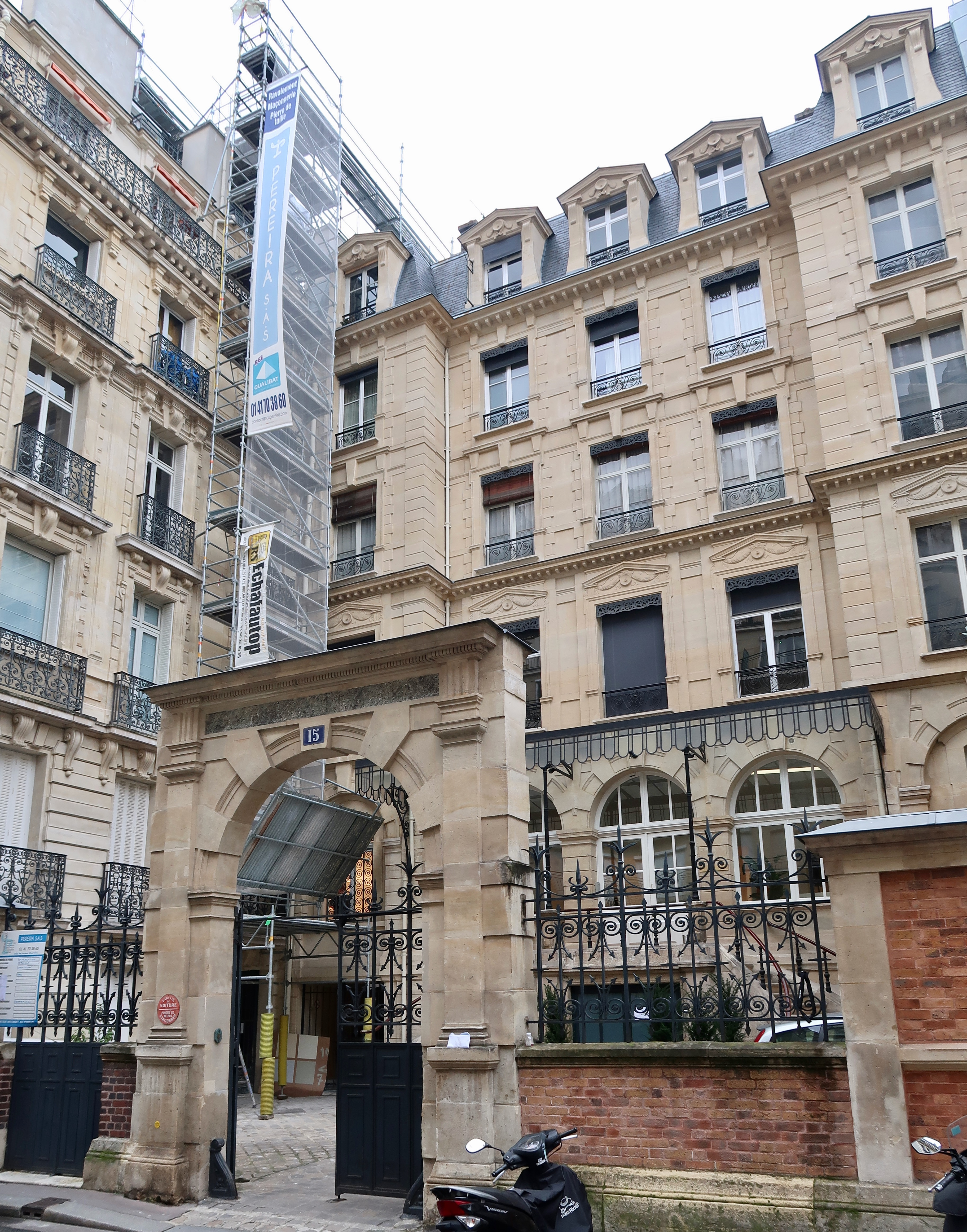
No 15.
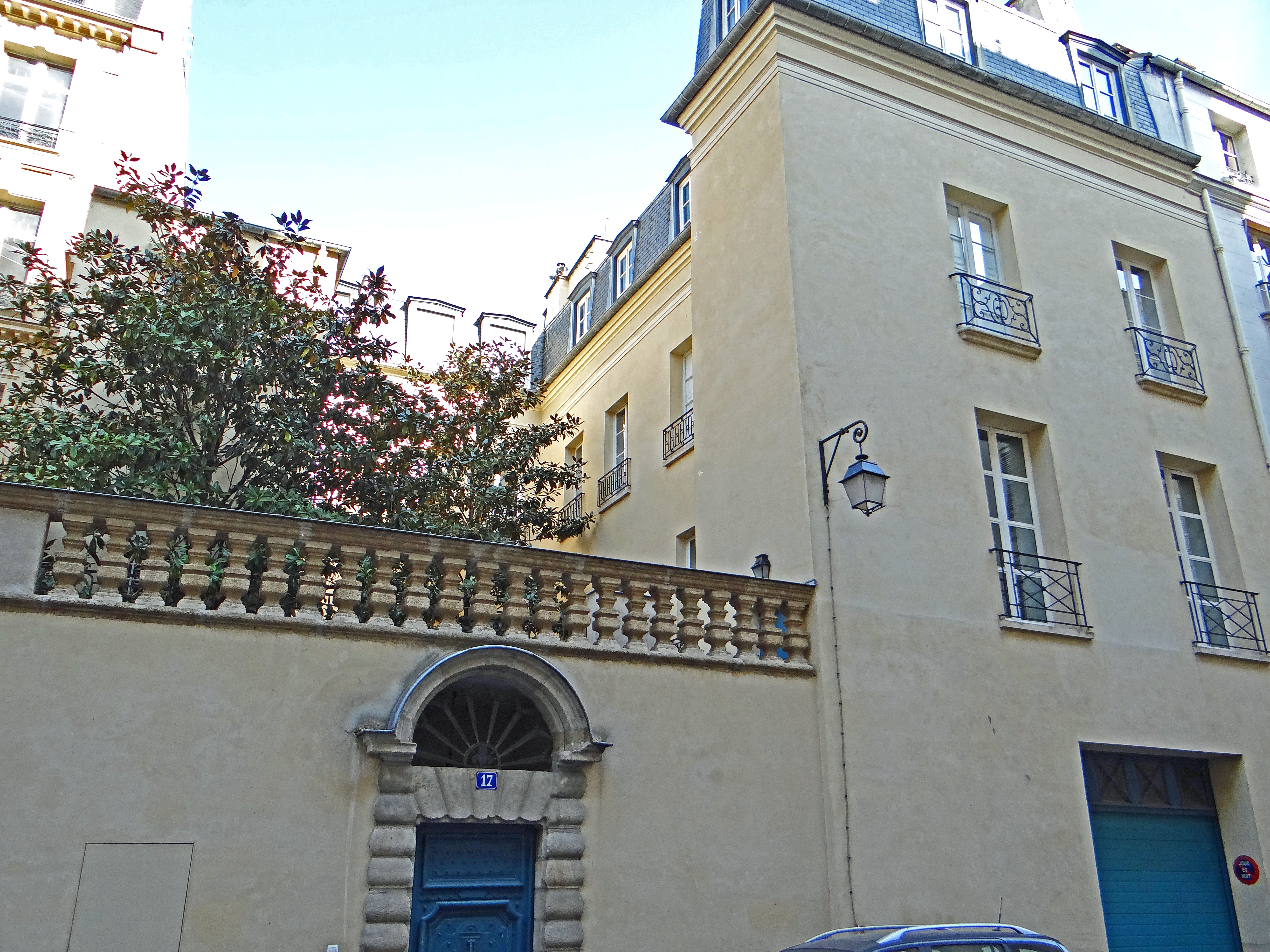
N° 17 Façade très modifiée en 1975 par rapport à son état historique.
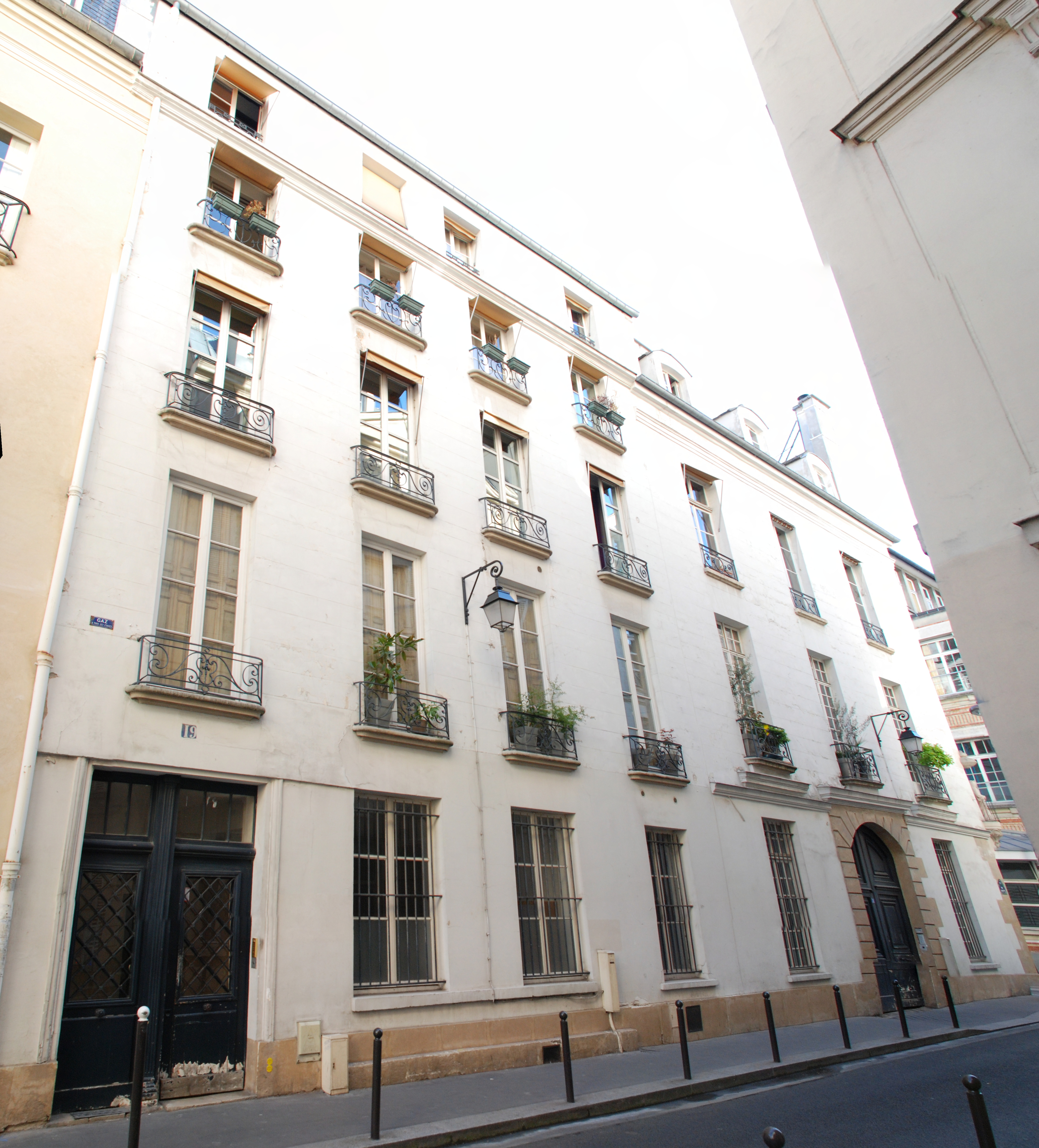
No 19.
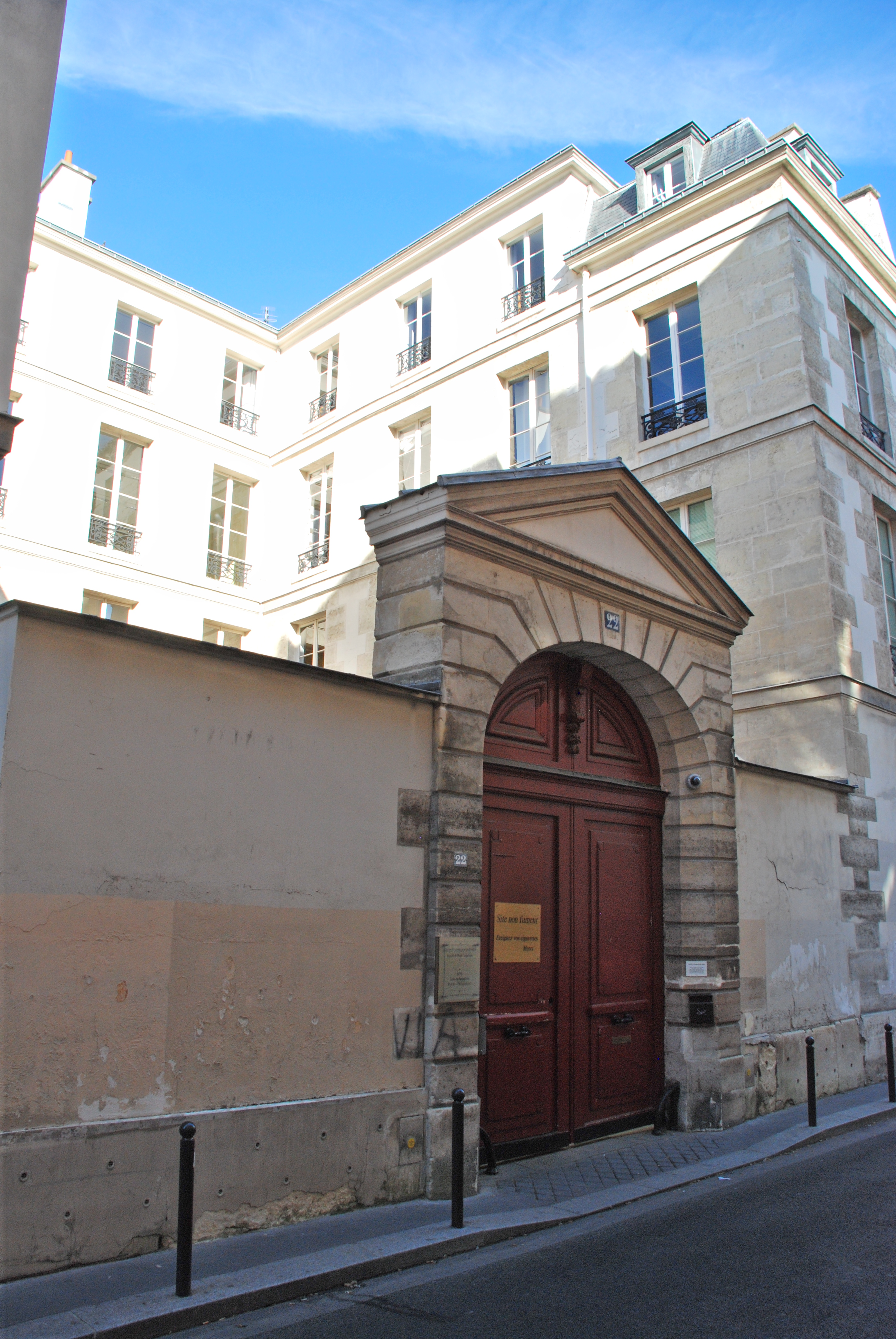
No 22.
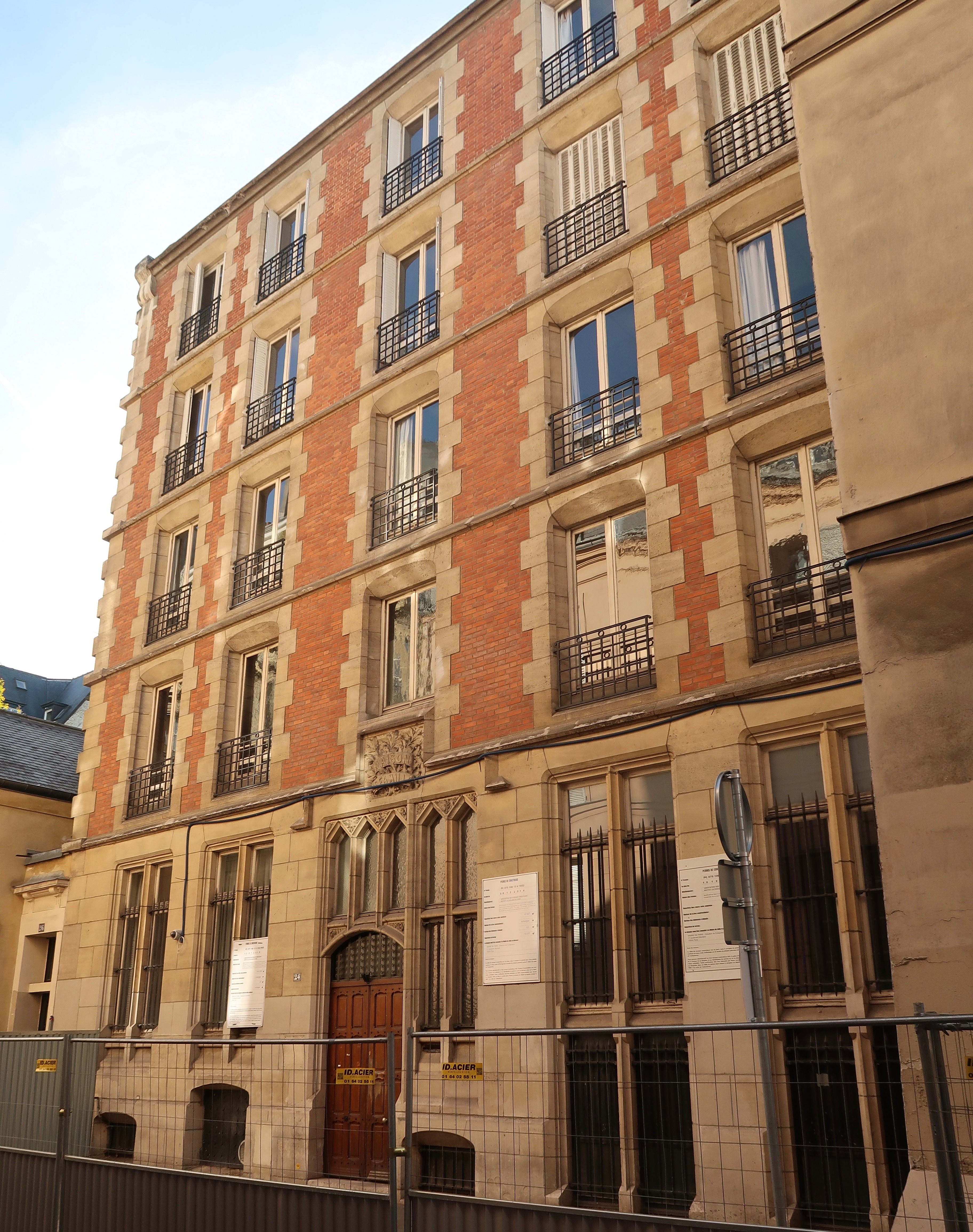
No 24.
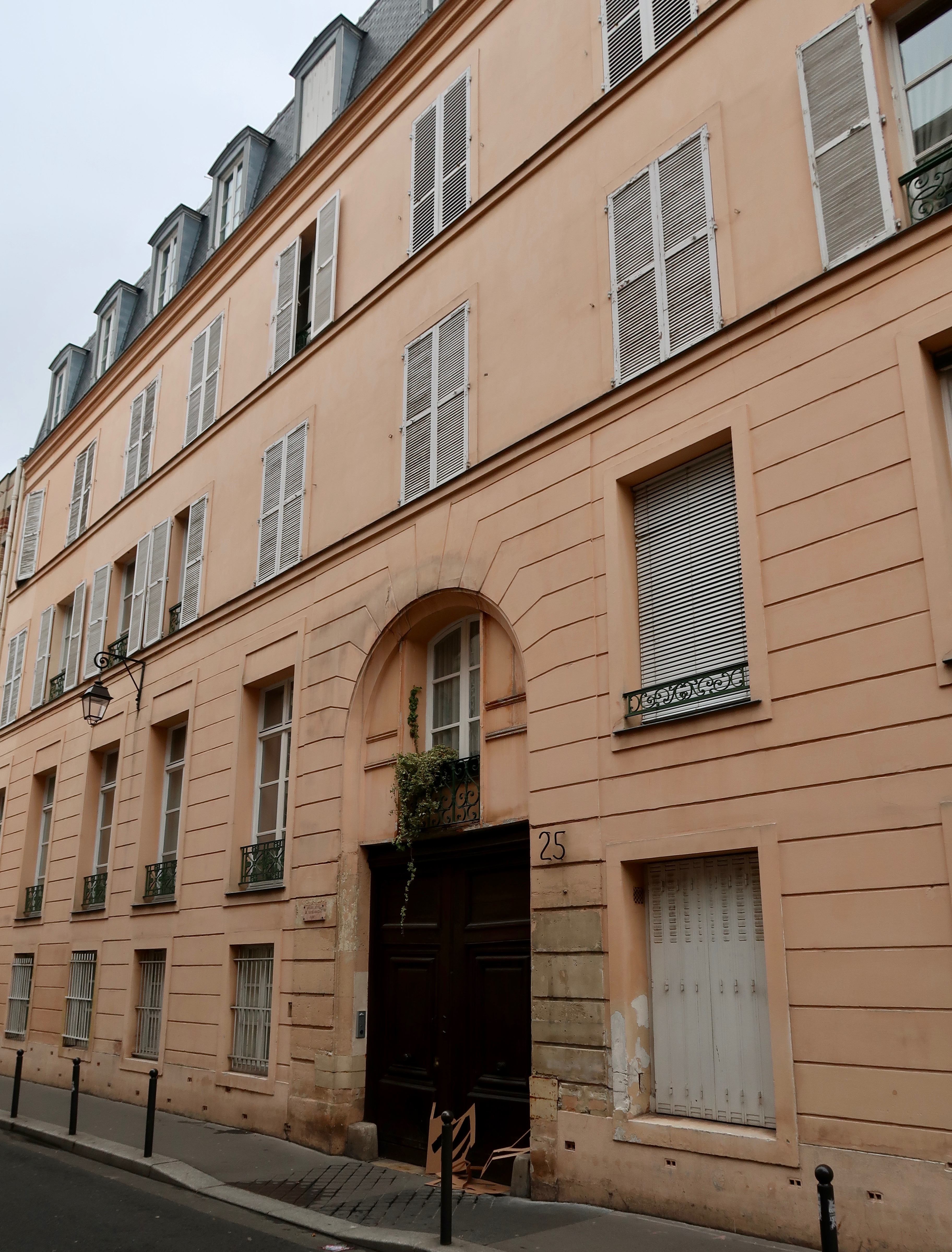
No 25.
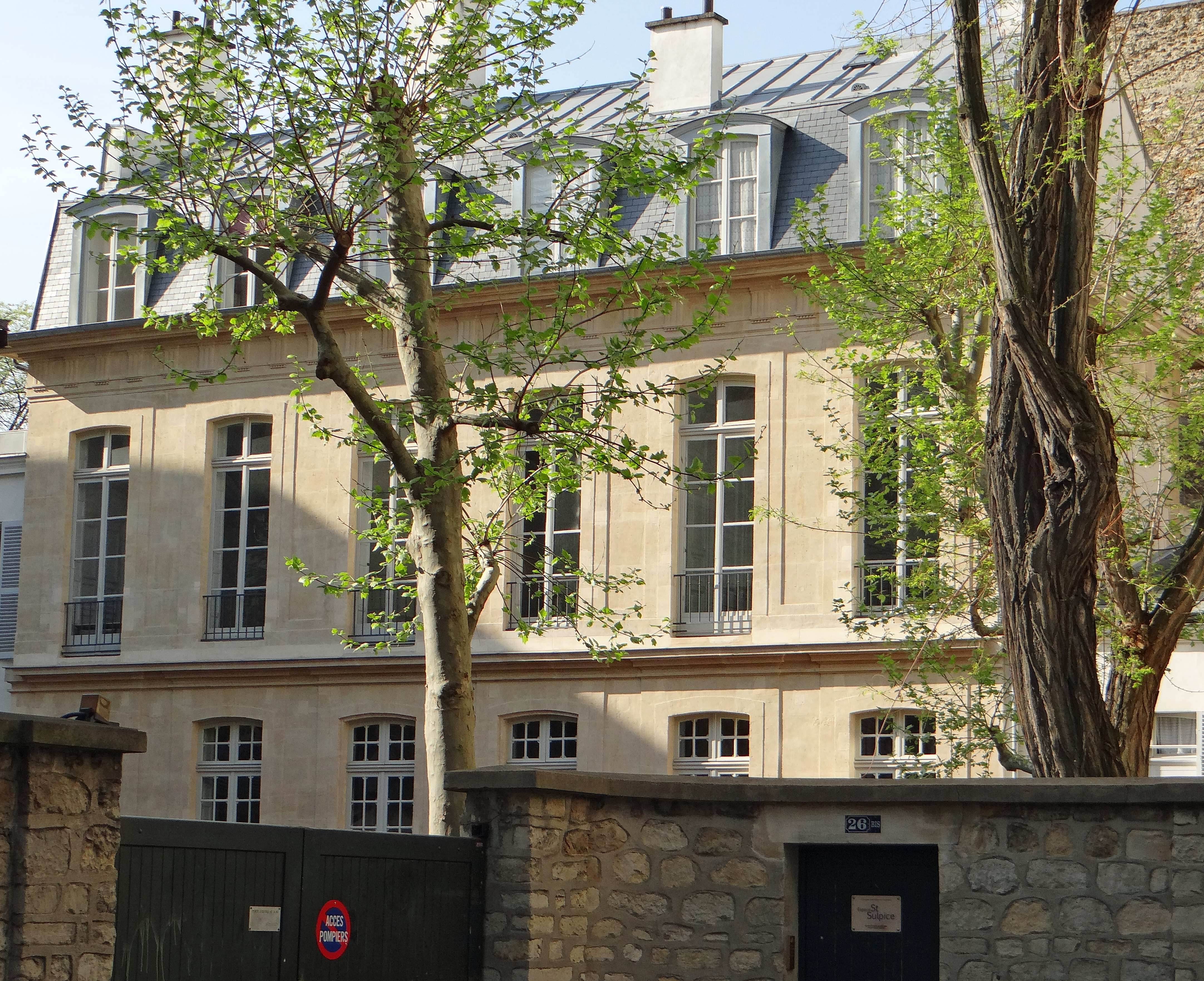
No 26.
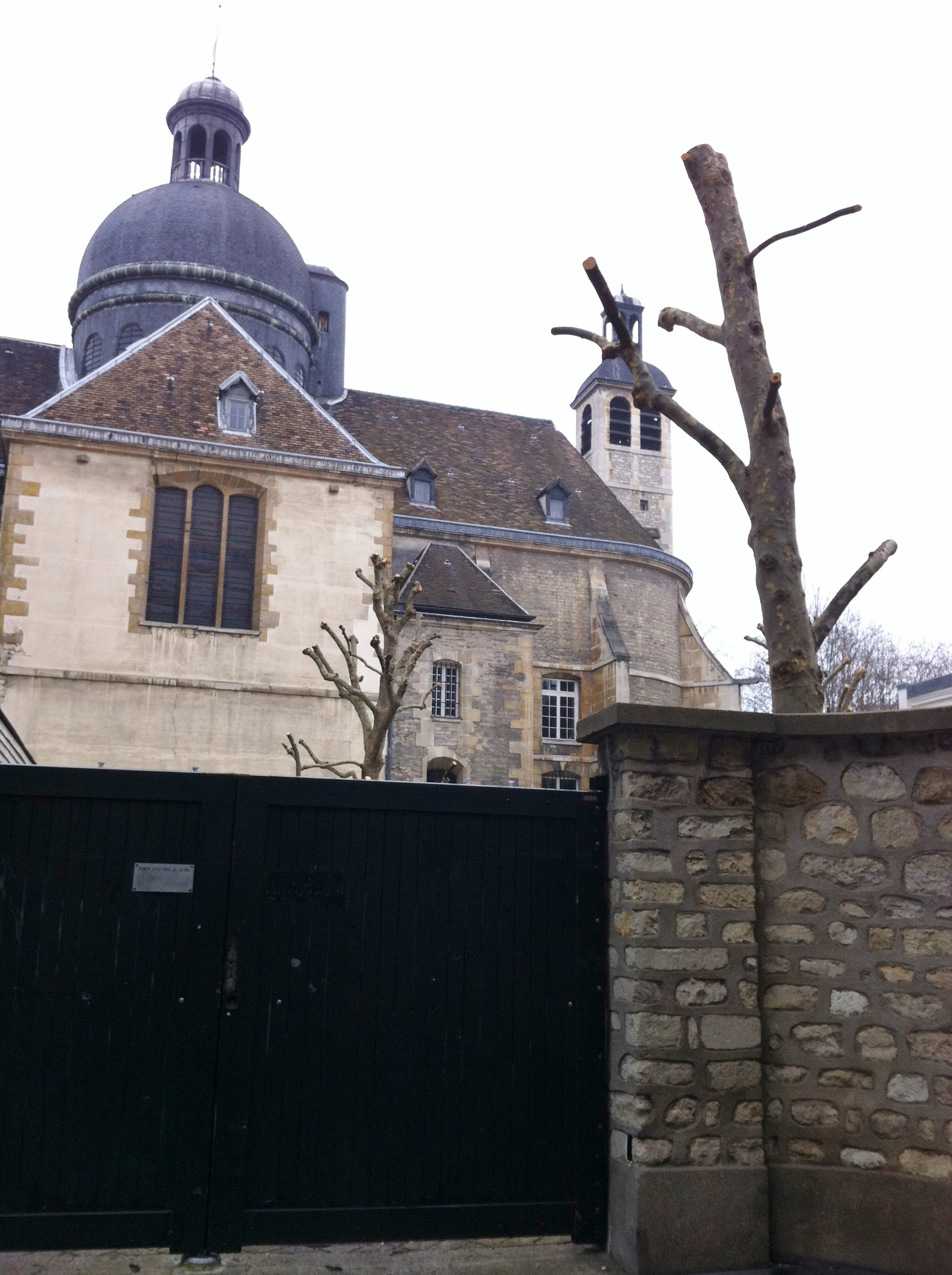
No 26bis église Saint-Joseph-des-Carmes
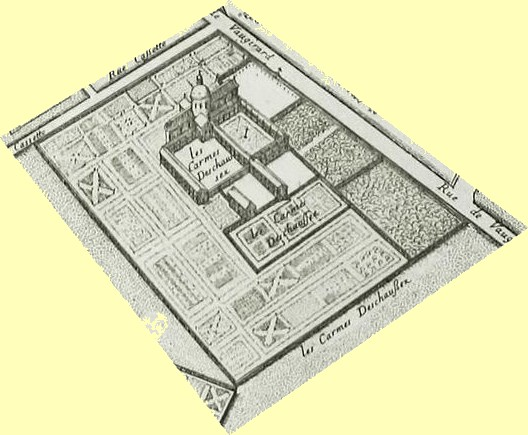
Ancien couvent des Carmes déchaussés, extrait du plan de Bullet et Blondel, 1676.